# Бойчук, Богдан Сергеевич
Богда́н Серге́евич Бойчу́к (укр. Богдан Сергійович Бойчук; род. 30 мая 1996 года, Херсон, Украина) — украинский футболист, полузащитник клуба «Буковина».

## Игровая карьера
Воспитанник академии донецкого «Олимпика». Тренерский дуэт в донецкой команде — В. А. Авдеев и В. В. Старухин. В 2010 году продолжил обучение в футбольной академии харьковского «Металлиста». После выпуска был зачислен в молодёжный состав харьковчан. В сезоне 2012/13 становился лучшим бомбардиром молодёжки «Металлиста» и пятым бомбардиром молодёжного первенства.
В Премьер-лиге дебютировал 1 марта 2015 года в гостевом матче против киевского «Динамо». В этой игре помимо Бойчука футболки первой команды харьковчан впервые надели также Алексей Ковтун, Максим Аверьянов, Егор Чегурко, Сергей Сизый, Дмитрий Антонов и Владимир Барилко. Такой «групповой дебют» игроков харьковской молодёжки стал возможен благодаря бойкоту лидерами «Металлиста» старта весенней части чемпионата Украины из-за невыполнения клубом контрактных обязательств перед ними.
В следующем календарном матче 4 марта в рамках 1/4 финала Кубка Украины против донецкого «Шахтёра» сыграли лишь двое из вышеупомянутой семёрки. Бойчук вышел в стартовом составе. После перерыва был заменён на Дмитрия Рыжука. В следующем матче против того же «Шахтёра» в Премьер-лиге принимал участие только один Бойчук.
В июле 2016 года поехал в Россию, где стал игроком клуба второго дивизиона «Нефтехимик» (Нижнекамск). Хотя перед этим недолго выступал за клуб высшего дивизиона Молдавии: «Заря» (Бельцы), с которым даже успел стать обладателем национального кубка — проведя в этом турнире 3 матча и отличившийся 1 гол.
Весной 2017 года был дисквалифицирован контрольно-дисциплинарным комитетом ФФУ на один год и ещё год условно (с испытательным сроком 2 года) за участие в договорных матчах во время выступления за дубель харьковского «Металлиста». В 2018 году снова выступал за клуб Суперлиги Молдавии: «Динамо-Авто».
В 2019 году стал игроком львовского «Руха», с которым по итогам 2019/20 сезона получил путёвку в элиту украинского футбола — стал серебряным призёром первой украинской лиги. В результате чего за эту команду в Премьер-лиге провёл два с половиной сезона, записав в свой актив 49 матчей (1 гол).
В начале 2023 года перешел в состав возрождённого «Металлиста», тоже выступавшего в высшем дивизионе. Однако после вылета команды в первую лигу, Богдан перешёл в расположение одесского клуба «Черноморец». В их составе выступал в течение 2023/24 сезона и провел: 24 матча (4 гола) в УПЛ и 4 – в Кубке Украины (полуфиналист данного розыгрыша).
В июле 2024 года подписал контракт с перволиговым футбольным клубом «Буковина».

## Стиль игры
В феврале 2013 года обозреватель портала Football.ua Николай Брынза так описал Бойчука: «Плюсы Богдана: техника, скорость … и, как ни странно, игра головой. … бывает, Бойчук не видит продолжения атаки — тогда он старается упасть, заработав хотя бы штрафной.».

## Достижения
«Заря» (Бельцы)
- Обладатель Кубка Молдавии: 2015/16

«Рух» (Львов)
- Серебряный призёр Первой лиги Украины: 2019/20